# Кузнецы (Ленинградская область)
Кузнецы (фин. Sepälänmätäs) — деревня в  Пениковском сельском поселении Ломоносовского района Ленинградской области.

## История
На карте Ингерманландии А. И. Бергенгейма, составленной по шведским материалам 1676 года, обозначена деревня Peramando.
На шведской «Генеральной карте провинции Ингерманландии» 1704 года — Paraman.
Деревня Парамандо упомянута на «Географическом чертеже Ижорской земли» Адриана Шонбека 1705 года.
Как деревня Кузнецы она отмечена на карте Санкт-Петербургской губернии 1792 года, А. М. Вильбрехта.
Деревня являлась вотчиной императора Александра I из которой в 1806—1807 годах были выставлены ратники Императорского батальона милиции.
На «Топографической карте окрестностей Санкт-Петербурга» Военно-топографического депо Главного штаба 1817 года упомянута деревня Ку́зницы, состоящая из 24 крестьянских дворов.
На карте Санкт-Петербургской губернии Ф. Ф. Шуберта 1834 года она обозначена как деревня Кузнецы из 29 дворов.

КУЗНЕЦЫ — деревня принадлежит государю великому князю Михаилу Павловичу, число жителей по ревизии: 60 м. п., 61 ж. п. (1838 год)

В пояснительном тексте к этнографической карте Санкт-Петербургской губернии П. И. Кёппена 1849 года она записана как деревня Seppälä (Кузнецы) и указано количество её жителей на 1848 год: эвремейсов — 59 м. п., 54 ж. п., всего 113 человек.
Деревня Кузнецы из 29 дворов отмечена на карте профессора С. С. Куторги 1852 года.

КУЗНЕЦЫ — деревня Ораниенбаумского дворцового правления, по просёлочной дороге, число дворов — 22, число душ — 57 м. п. (1856 год)

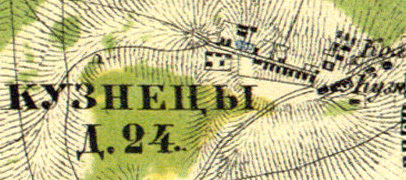
Деревня Кузнецы на карте 1860 года

Согласно «Топографической карте частей Санкт-Петербургской и Выборгской губерний» в 1860 году деревня называлась Кузнецы и состояла из 24 дворов.

КУЗНЕЦЫ — деревня Ораниенбаумского дворцового ведомства при колодцах, число дворов — 22, число жителей: 57 м. п., 72 ж. п. (1862 год)

В 1868—1869 годах временнообязанные крестьяне деревни выкупили свои земельные наделы у великой княгини Елены Павловны и стали собственниками земли.
Сборник Центрального статистического комитета описывал её так:

ЛЕВДУЗИ (КУЗНИЦЫ) — деревня бывшая удельная при Финском заливе, дворов — 24, жителей — 104; Лавка, ярмарка. (1885 год)

В конце XIX века деревня административно относилась к Ораниенбаумской волости 2-го стана Петергофского уезда Санкт-Петербургской губернии, в начале XX века — 3-го стана. По приходским данным население деревни было исключительно финским.
К 1913 году количество дворов в деревне Большие Кузнецы увеличилось до 29.
С 1917 по 1923 год деревня входила в состав Венковского сельсовета Ораниенбаумской волости Петергофского уезда.
С 1923 года в составе Троцкого уезда.
Согласно данным переписи населения СССР 1926 года в деревне Большие Кузнецы проживали 152 человек — все финны.
С 1927 года в составе Ораниенбаумского района.
В 1928 году население деревни Большие Кузнецы также составляло 152 человека.
По данным 1933 года деревня называлась Кузнецы Большие и входила в состав Венковского финского национального сельсовета Ораниенбаумского района.

План деревни Кузнецы. 1939 год

Согласно топографической карте 1939 года деревня называлась Большие Кузнецы и насчитывала 26 дворов.
С 1954 года в составе Броннинского сельсовета.
С 1963 года в составе Гатчинского района.
С 1965 года вновь в составе Ломоносовского района. В 1965 году население деревни Большие Кузнецы составляло 50 человек.
По данным 1966, 1973 и 1990 годов деревня называлась Кузнецы и входила в состав Бронинского сельсовета.
В 1997 году в деревне Кузнецы Бронинской волости проживали 18 человек, в 2002 году — 13 человек (русские — 92 %).
В 2007 году в деревне Кузнецы Пениковского СП — 16 человек.

## География
Деревня расположена в северной части района на автодороге 41К-245 (Сойкино — Малая Ижора), к югу от административного центра поселения.
Расстояние до административного центра поселения — 5 км.
Расстояние до ближайшей железнодорожной станции Ораниенбаум I — 7км.

## Демография
| 1862 | 2002 | 2007 | 2010 | 2017 |
| ---- | ---- | ---- | ---- | ---- |
| 129  | ↘13  | ↗16  | ↗19  | ↗30  |

## Улицы
Бронзовая, Медная, Цветочная, Центральная.